# La Harmoye
La Harmoye (en bretó Lanhervoed, gal·ló Laharmoét) és un municipi francès, situat a la regió de Bretanya, al departament de Costes del Nord. L'any 1999 tenia 383 habitants.

## Demografia
| 1962                                       | 1968 | 1975 | 1982 | 1990 | 1999 |
| ------------------------------------------ | ---- | ---- | ---- | ---- | ---- |
| 525                                        | 555  | 464  | 424  | 374  | 383  |
| Des de 1962: població sense dobles comptes |      |      |      |      |      |

## Administració
| Període   | Identitat        | Partit |
| --------- | ---------------- | ------ |
| 2001-2008 | Gilbert Bannier  | PS     |
| 2008-     | Michel Le Duault |        |